# Paterson Football Club

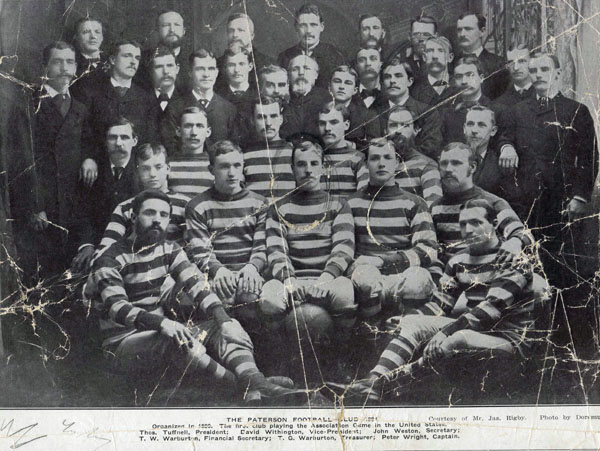
O Paterson F.C. que venceu a Dewar Cup de 1923.

Paterson F.C. foi um clube americano de futebol do início do século XX com sede em Paterson, Nova Jérsei . Passou três temporadas na National Association Football League, ganhando um título e uma temporada na American Soccer League .

## História
Em 1917, Paterson ingressou na National Association Football League, vencendo o campeonato de 1917–18. Quando vários times da NAFBL deixaram a liga em 1921 para formar a American Soccer League, Paterson incialmente não se juntou a eles.
Um ano depois, Adolph Buslik, um rico comerciante de Nova York, comprou o clube e a ex - franquia Falco FC na American Soccer League.  O clube entrou na liga para a temporada 1922-1923 . Após essa temporada, Buslik mudou a franquia para Nova York e rebatizou-a de National Giants Soccer Club . 
Em 1936, o clube assumiu o comando do Newark Germans, e formaram um novo time de futebol, batizado de Paterson Caledonian, com sede em Paterson, Nova Jersey. O clube disputou as temporadas de 1936/37 e 1937/38 com o nome de Paterson Caledonian, com sede em Paterson, Nova Jersey. Eles disputaram torneios da American Soccer League profissional nas temporadas de 1936/37 e 1937/38
Em 1938, o clube foi absorvido pelo time de futebol Paterson Caledonian, que assumiu a gestão de futebol, mudou sua sede para a cidade de Trenton, Nova Jersey, e rebatizou o nome da equipe de futebol para Trenton Highlanders. Uma curiosidade desta época é que os atletas do Trenton Highlanders foram os escolhidos como representantes dos EUA no torneio de Futebol nos Jogos Olímpicos Pan-Americanos de 1937.
Depois de uma única temporada em Trenton, o time mudou a sua sede para Paterson, e foi rebatizado como Paterson F.C..

## Estatísticas

### Participações
|  | Participações em 2020 |

| Competição     | Competição             | Temporadas | Melhor campanha        | Estreia | Última  | P | R |
| Estados Unidos | American Soccer League | 4          | Quinto Lugar (1922/23) | 1922/23 | 1922/23 |   | – |